# Antonio Sacchini

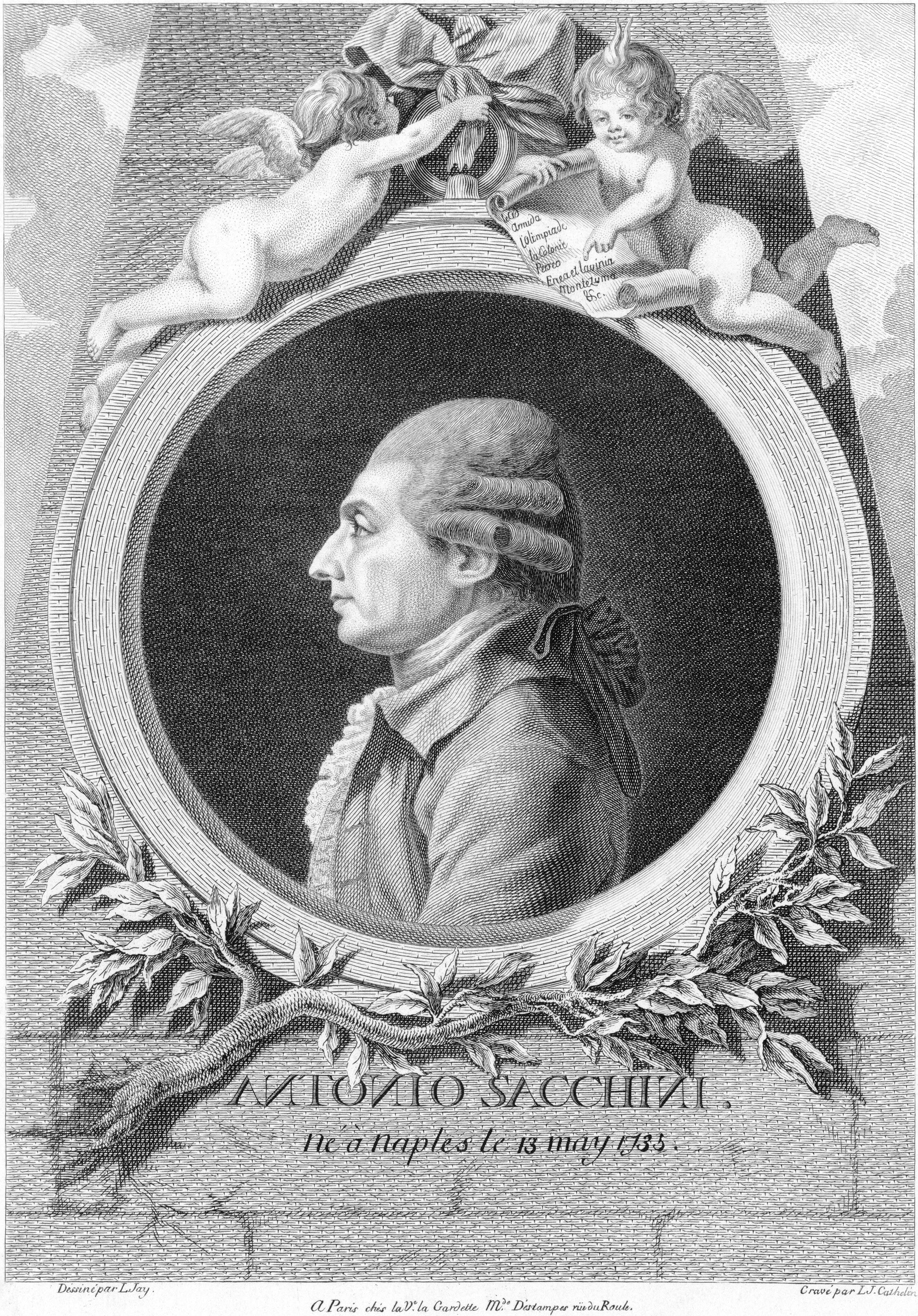
Antonio Sacchini

Antonio Maria Gasparo Gioacchino Sacchini (* 14. Juni 1730 in Florenz, Großherzogtum Toskana; † 6. Oktober 1786 in Paris) war ein italienischer Komponist.

## Leben
Antonio Sacchini erhielt seine musikalische Ausbildung in Neapel, wo sein Vater eine Anstellung als Koch hatte. Dort besuchte er im Alter von zehn Jahren das Conservatorio Santa Maria di Loreto und studierte Violine bei Nicola Fiorenza, Gesang bei Gennaro Manna und Komposition bei Francesco Durante, welcher der Meinung war, Sacchini würde „der Komponist des Jahrhunderts“ werden. Der Erfolg seiner ersten dramatischen Werke, der Intermezzi Fra Donato und Il giocatore, die ab 1756 von Studenten im Konservatorium aufgeführt wurden, führte zu weiteren Verpflichtungen für neapolitanische und römische Theater. Gleichzeitig trieb er seine Karriere innerhalb des Konservatoriums voran; erst wurde er zum „maestro di capella straordinario“, dann, nach Mannas Rücktritt 1761, zum „secondo maestro“.
Nach einer Zwischenstation in Venedig, wo er zwei serias komponierte, hatte er 1763 in Padua mit L’olimpiade, einem Metastasio-Libretto, einen großen Erfolg, der ihn in ganz Italien bekannt machte. Er konzentrierte sich nunmehr auf seine kompositorischen Aufgaben und gab seine Position am Konservatorium auf. Nach einem Aufenthalt in Rom, wo er mit einigen komischen Werken am Teatro Valle reüssieren konnte, ging er 1768 nach Venedig, wo er sich schnell einen Namen als Gesangslehrer machte – er unterrichtete unter anderen Nancy Storace – und sich der Kirchenmusik widmete. In den nächsten vier Jahren kombinierte er diese Tätigkeiten mit einem regen Schaffen für die großen italienischen Musikzentren. 1770 besuchte er München und Stuttgart, um dort drei „serias“ aufzuführen.
1772 zog Sacchini nach London, wo er im Lauf der nächsten zehn Jahre zunächst große Erfolge hatte. Charles Burney beschreibt seinen Tamerlano von 1773 als

„jedem anderen Musikdrama gleichwertig, wenn nicht überlegen, das ich in der Vergangenheit irgendwo in Europa gehört habe. Die Arien des Hauptdarstellers Millico waren ganz im feinen und ergreifenden Stil dieses Sängers geschrieben, und die der Hauptdarstellerin im lebhaften und nervösen Stil der [Sängerin] Girelli. Und er unterstützte die Fähigkeiten der Nebendarsteller in einer so klugen Weise, dass all ihre Fehler immer verschleiert oder versteckt blieben.“

Dennoch kam er aufgrund seiner ausschweifenden Lebensweise, die ihm viele Feinde einbrachte, in Schwierigkeiten, auch finanzieller Art. Um einer Verhaftung zu entgehen, ging er 1781 nach Paris, wo er sich mit dem früheren Erfolg einer umgearbeiteten Fassung seiner Olimpiade einen Namen gemacht hatte, und wurde dort sofort an die Seite der Piccinni-Unterstützer gestellt, die sich einem erbitterten Streit mit den Vertretern von Glucks Reformoper lieferten und auf eine Unterstützung ihrer Position der opera seria neapolitanischer Prägung hofften. Er wurde Marie-Antoinette vorgestellt und von deren Bruder Joseph II., der sich zu der Zeit in Paris aufhielt und ein glühender Verfechter der italienischen Oper war, empfohlen. Die Königin, im Bestreben, Sacchini in Frankreich zu halten, überredete daraufhin die Direktoren der Pariser Opéra, sein Gehalt von 10.000 Francs für jede der geplanten drei Opern zu akzeptieren.
Doch Sacchini verstrickte sich schnell in verschiedene Intrigen und Missgünstigkeiten: Die „Gluckisten“ versuchten ihn von seinen Bundesgenossen, den „Piccinnisten“, zu entfremden, während die Königin sich wegen ihrer offenen Bevorzugung ausländischer Komponisten angreifbar machte. Zwischen diesen Polen der Kritik war die Premiere seines Renaud ein absehbarer Misserfolg, während seine nächste Oper Chimène durch den Vergleich mit Piccinnis Didon litt, die allgemein als Meisterwerk angesehen wurde. Auch seine nächsten Opern Dardanus und Œdipe à Colone wurden unter unglücklichen Umständen uraufgeführt und waren zunächst ebenfalls keine Erfolge. Letztere war von Marie Anoinette zur Aufführung in Fontainebleau vorgesehen, doch die öffentliche Meinung zwang sie, stattdessen den Franzosen Jean-Baptiste Lemoyne zu bevorzugen. Ob diese Enttäuschung zum Tod des Komponisten beitrug, wie von seinem geschätzten Schüler Henri Berton behauptet, oder ob dieser eine Folge seines langjährigen Gichtleidens und seines zügellosen Lebensstils war, bleibt offen.
Erst nach Sacchinis Tod wurde Œdipe à Colone endlich Gerechtigkeit zuteil und konnte sich zu einer der erfolgreichsten französischen Opern der damaligen Zeit etablieren. Letztendlich übertrafen die Aufführungszahlen von Œdipe à Colone sogar die von Salieris Kassenschlagern Tarare und Les Danaïdes, womit Œdipe à Colone mit einer Gesamtaufführungszahl von 583 Aufführungen bis 1844 die wohl meistgespielte Oper an der Pariser Opéra war.
Von Sacchinis Hand stammen etwa 60 Opern, zumeist an die Neapolitanische Schule angelehnt. Der Aufenthalt in Paris und die Konkurrenz zu Gluck brachten ihn dann der Tragédie lyrique näher. Sacchinis Stil war eher graziös als erhaben, und seiner Musik mangelte es an kreativer Kraft und Originalität. Aber die dramatische Wahrheit in seinen Opern, besonders in den Spätwerken, ist über alle Kritik erhaben, und er hat es nie versäumt, mit der Sorgfalt eines erfahrenen und vollendeten Musikers zu arbeiten. Außer den Opern schrieb Sacchini Kammermusik, Messen, Oratorien und Vertonungen von Psalmen.

## Werke

### Opern (Auswahl)
- Il Gioccatore, Intermezzo, 1756 Konservatorium Neapel
- Andromaca, Opera seria, Uraufführung: Neapel 30. Mai 1761
- Alessandro Severo, Opera seria in 3 Akten, Uraufführung: Venedig Karneval 1763
- Alessandro nell’Indie, Dramma per musica in 3 Akten, Uraufführung: Venedig Himmelfahrt 1763 (Neufassung 1768)
- L’olimpiade, Dramma per musica in 3 Akten, Uraufführung: Padua 9. Juli 1763; (als L’olympiade ou Le triomphe de l’amitie: Paris 2. Oktober 1777)
- Semiramide riconosciuta, Damma per musica, Uraufführung: Rom 7. Januar 1764
- Lucio Vero, Opera seria, Uraufführung: Neapel 4. November 1764 (als Vologeso: Parma 1772)
- Montezuma, Opera seria in 3 Akten, 1765
- La Contadina in Corte (1765)
- Il Finto Pazzo per Amore (1765)
- L’isola d’amore, Intermezzi per musica in 2 Akten, Uraufführung: Rom Karneval 1766; (als La Colonie: Paris 16. August 1775); (dt. Fassungen: Die Insel der Liebe / Die Kolonie)
- Gioas re di Giuda, Oratorium, Uraufführung: Rom 27. März 1767
- Artaserse, Dramma per musica in 3 Akten, Uraufführung: Rom 9. Januar 1768
- Scipione in Cartagena, Opera seria, Uraufführung: München 8. Januar 1770
- L’eroe cinese, Dramma per musica in 2 Akten, Uraufführung: München 27. April 1770
- Adriano in Siria, Dramma per musica, Uraufführung: Venedig Himmelfahrt 1771
- Armida (1772)
- Il Cid, Opera seria, Uraufführung: London 19. Januar 1773
- Tamerlano, Opera, Uraufführung: London 6. Mai 1773
- Nitteti, serious opera, Uraufführung: London 19. April 1774
- L’ Amore Soldato (1778)
- Dardanus (1784)
- Œdipe à Colone, Tragédie lyrique nach einer Tragödie von Sophokles, Uraufführung: 4. Januar 1786
- Avire et Evelina (1788)

### Gedruckte Werke
- Op. 1: 6 Triosonaten (London, ca. 1775)
- Op. 3: Six Sonatas for the Harpsichord, or Piano Forte; with a Violin Accompaniment (London)
- Op. 4: Six Sonates pour Clavecin ou Piano Forte avec Accompagnement d’un Violon
- Six Minuets in five Parts (London)

## Diskographie
- L’isola d’amore. Lella Cuberli (Belinda), Ignacio Clapés (Giocondo), Rosetta Pizzo (Marin), Alan Opie (Nardo). Cappella Coloniensis, Dirigent: Daniel Chorzempa. Rundfunk-Aufnahme von 1980.
- La contadina in corte. Giorgio Gatti (Berto), Ernesto Palacio (Ruggiero), Cinzia Forte (Sandrina), Susanna Rigacci (Tancia). Orchestra Sinfonica di Sassari, Dirigent: Gabriele Catalucci. Live-Aufnahme vom Dezember 1991. Bongiovanni GB 2145-6 (2 CDs).
- Œdipe à Colone. Sviatoslav Smirnof (Œdipe), Manon Feubel (Antigone), Fabrice Mantegna (Polynice), Daniel Galvez-Vallejo (Thésée), Raphaelle Farman (Eriphile). Orchestre de la Camerata de Bourgogne, Chœur de Chambre de Bourgogne, Dirigent Jean-Paul Penin. Studioaufnahme vom Juni und September 2004. Dynamic CDS 494/1-2 (2 CDs).
- Œdipe à Colone. François Loup (Œdipe), Nathalie Paulin (Antigone), Robert Getchell (Polynice), Tony Bouttlé (Thésée), Kirstin Blaise (Eriphile). Orchester und Chor der Opera Lafayette, Dirigent: Ryan Brown. Studioaufnahme vom Mai 2005. Naxos 8.660196-97 (2 CDs).
- Renaud.  Marie Kalinine (Armide), Julien Dran (Renaud), Julie Fuchs (Mélisse und une coryphée), Jean-Sébastien Bou (Hidraot), Pierrick Boisseau (Adraste, Arcas, Tissapherne und Mégère), Katia Velletaz (Doris und une coryphée), Chantal Santon (Antiope), Jennifer Borghi (Iphise), Cyrille Dubois (Tisiphone, un chevalier), Pascal Bourgeois (Alecton). Les Talens Lyriques, Sänger des Centre de Musique Baroque de Versailles, Dirigent: Christophe Rousset. Aufnahme vom Oktober 2012. Palazzetto Bru Zane ES 1012 (2 CDs).